# Bergamo Lions
Bergamo Lions – włoski klub futbolu amerykańskiego z Bergamo. Założony w 1983 roku, gra w Prima Divisione FIDAF.

## Historia
Lwy trzykrotnie wygrały Eurobowl, 12 razy zdobywali mistrzostwo kraju. W 1995 roku Lions byli jedną z drużyn półzawodowej Football League of Europe. Lions są najbardziej utytułowanym klubem futbolu amerykańskiego we Włoszech.

## Sukcesy
- Italian Bowl: 1993, 1998-2008
- Eurobowl: 2000, 2001, 2002[potrzebny przypis]